# Sylvie Roy
 (août 2015).
Si vous disposez d'ouvrages ou d'articles de référence ou si vous connaissez des sites web de qualité traitant du thème abordé ici, merci de compléter l'article en donnant les références utiles à sa vérifiabilité et en les liant à la section « Notes et références ».
Pour les articles homonymes, voir Roy.
Sylvie Roy est une avocate et une femme politique québécoise, née le 4 novembre 1964 à La Tuque et décédée le 31 juillet 2016  à Québec,.
De 2003 à 2016, elle a été députée à l'Assemblée nationale du Québec, d'abord sous la bannière de l'Action démocratique du Québec, puis de la Coalition avenir Québec, pour finir par siéger comme indépendante.

## Biographie
Diplômée en droit de l'Université Laval en 1987, Sylvie Roy est membre du Barreau du Québec depuis 1988. Elle exerce son métier d'avocate en pratique privée de 1988 à 2003. Elle est la mairesse de Sainte-Sophie-de-Lévrard de 1999 jusqu'à son élection comme députée en 2003, et à ce titre, membre de la Commission d'aménagement du territoire, à la MRC de Bécancour de 1999 à 2003. En 2000, elle est la fondatrice du Comité de promotion industrielle de Sainte-Sophie-de-Lévrard, dont elle est la présidente de la fondation jusqu'à 2003. De plus, elle est membre du Comité sur le transport collectif dans le Centre-du-Québec, de 2002 à 2003.
Parmi ses engagements communautaires, elle est avocate auprès d'organismes en santé mentale de la région de la Mauricie de 1991 à 2003, et membre du conseil d'administration du Centre d'initiative à l'emploi (CIEL), à Lotbinière de 1998 à 2001.
Elle est récipiendaire, en 2005, de la Médaille de l'Assemblée nationale.
Elle est députée de la circonscription de Lotbinière à l'Assemblée nationale du Québec de 2003 jusqu'à la disparition de cette circonscription en 2012. Depuis 2012, elle est députée de la circonscription d'Arthabaska. De 2003 à 2012, elle représente l'Action démocratique du Québec (ADQ), dont elle est la première femme chef intérimaire, du 26 février au 18 octobre 2009. L'ADQ est devenue la Coalition avenir Québec le 20 avril 2012, qu'elle représente jusqu'au 26 août 2015.
Depuis 2014, elle est la porte-parole du deuxième groupe d'opposition en matière de travail, d'énergie et de ressources naturelles ainsi que de relations internationales et de francophonie. Elle est aussi la porte-parole du deuxième groupe d'opposition responsable de la région de la Mauricie.
Elle annonce, le 26 août 2015, qu'elle quitte le caucus de la Coalition avenir Québec pour siéger comme indépendante.
Hospitalisée à l'Hôpital de l'Enfant-Jésus de Québec depuis juin 2016 à la suite d'un « sérieux malaise », elle y meurt le 31 juillet 2016 à l'âge de 51 ans,. Sa mort découle d'une hépatite aiguë, d'après son ami et conseiller politique l'avocat Éric Vachon.

## Fonctions parlementaires
Sylvie Roy siège comme député à l'Assemblée nationale du Québec depuis les élections générales du 14 avril 2003. Elle est réélue aux élections générales du 26 mars 2007, puis à celles du 8 décembre 2008, à celles du 4 septembre 2012 et à celles du 7 avril 2014.
Elle représente la circonscription de Lotbinière de 2003 à 2012. Une nouvelle carte électorale entre en vigueur aux élections de 2012. À cette occasion, le territoire de la circonscription de Lotbinière est redistribué dans trois circonscriptions : Lotbinière-Frontenac, Nicolet-Bécancour et Arthabaska. Depuis 2012, Sylvie Roy représente la circonscription d'Arthabaska.
Les journalistes disent d'elle qu'elle « n'a jamais la langue dans sa poche », qu'elle « est à l'origine du déclenchement de la Commission Charbonneau », et qu'elle « a transporté le dossier de l'UQTR sous les lambris dorés de l'Assemblée nationale ».
Depuis 2003, elle a exercé les fonctions parlementaires suivantes :

### 2003-2007:37elégislaturedu Québec
Durant son premier mandat, elle est membre de la Commission des affaires sociales du 5 juin 2003 au 21 février 2007. Elle est aussi membre suppléante du Bureau de l'Assemblée nationale du 20 octobre 2004 au 23 mars 2005, et membre de la Commission spéciale sur le choix du site du futur Centre hospitalier de l'Université de Montréal du 28 février 2005 au 8 mars 2005.

### 2007-2008:38elégislaturedu Québec
Durant son deuxième mandat, elle est leader parlementaire adjointe de l'opposition officielle du 4 avril 2007 au 5 novembre 2008, et porte-parole de l'opposition officielle en matière de sécurité publique du 19 avril 2007 au 5 novembre 2008. Elle est aussi membre de la Commission des institutions du 23 mai 2007 au 22 mai 2008.

### 2008-2012:39elégislaturedu Québec
Durant les quatre ans de son troisième mandat, elle occupe 23 fonctions différentes. Le 14 janvier 2009, elle est nommée membre du Bureau de l'Assemblée nationale (jusqu'au 24 mars 2009) et membre de la Commission des institutions (jusqu'au 14 février 2012).
Après la démission de Mario Dumont comme chef de l'ADQ en mars 2009, Sylvie Roy devient, le 21 avril, la Chef du deuxième groupe d'opposition, fonction qu'elle occupe jusqu'au 29 octobre 2009, c'est-à-dire pendant la course à la chefferie, jusqu'à l'élection du successeur de Mario Dumont, Gilles Taillon. Ce même 21 avril, elle devient aussi la porte-parole du deuxième groupe d'opposition en matière de justice et de sécurité publique (jusqu'au 28 octobre 2009), et en matière de relations internationales (jusqu'au 28 octobre 2009). Le lendemain, 22 avril, elle devient la rapporteure de la Commission des affaires parlementaires de l'Assemblée parlementaire de la Francophonie (APF) (jusqu'au 14 février 2012). Le 27 mai, elle est nommée membre de la Section du Québec, Association parlementaire du Commonwealth (APC) (jusqu'au 1er août 2012).
Le 28 octobre 2009, à l'entrée en fonction du nouveau chef de l'ADQ, Sylvie Roy est nommée porte-parole du deuxième groupe d'opposition dans cinq matières : éducation, sport et loisir (jusqu'au 11 février 2010), justice (jusqu'au 11 février 2010), condition féminine (jusqu'au 11 février 2010), travail (jusqu'au 11 février 2010), et sécurité publique (jusqu'au 14 février 2012). Le lendemain, 29 octobre 2009, elle reçoit trois autres nominations : Leader parlementaire du deuxième groupe d'opposition, membre de la Commission de l'Assemblée nationale, membre de la Sous-commission de la réforme parlementaire, fonctions qu'elle occupe jusqu'au 14 février 2012.
Le 3 novembre 2009, elle devient membre de la Commission de la culture et de l'éducation (jusqu'au 14 février 2012). Le 19 novembre 2009, elle est nommée porte-parole du deuxième groupe d'opposition en matière de relations internationales (jusqu'au 11 février 2010) et en matière de Francophonie (jusqu'au 11 février 2010).
Le 24 novembre 2009, elle devient membre de la Commission des relations avec les citoyens (jusqu'au 14 février 2012). Le lendemain, 25 novembre 2009, elle devient aussi membre suppléante du Bureau de l'Assemblée nationale (jusqu'au 14 février 2012).
Le 21 décembre 2009, elle devient membre de la Commission spéciale sur la question de mourir dans la dignité (jusqu'au 14 février 2012).
Le 11 février 2010, elle est nommée porte-parole du deuxième groupe d'opposition en matière d'affaires sociales (jusqu'au 14 février 2012), puis le 14 février 2012 comme membre de la Section du Québec de l'Assemblée parlementaire de la Francophonie (jusqu'au 1er août 2012).

### 2012-2014:40elégislaturedu Québec
Durant son quatrième mandat, elle occupe neuf fonctions.
Le 21 septembre 2012, elle est nommée porte-parole du deuxième groupe d’opposition en matière de sécurité publique (jusqu'au 23 janvier 2013).
Le 6 novembre 2012, elle devient membre du Bureau de l'Assemblée nationale (jusqu'au 5 mars 2014).
Le 6 décembre 2012, elle devient membre de la Section du Québec de l'Assemblée parlementaire de la Francophonie (jusqu'au 3 décembre 2013), membre de la Section du Québec de la Confédération parlementaire des Amériques (jusqu'au 5 mars 2014), et membre de la Délégation de l'Assemblée nationale pour les relations avec la Catalogne (jusqu'au 5 mars 2014).
Le 24 janvier 2013, elle est nommée porte-parole du deuxième groupe d'opposition en matière de services sociaux (jusqu'au 5 mars 2014), puis le 22 mai 2013, porte-parole du deuxième groupe d'opposition en matière de famille (jusqu'au 5 mars 2014).
Le 3 décembre 2013, elle devient la vice-présidente de la Section du Québec de l'Assemblée parlementaire de la Francophonie (APF) (jusqu'au 5 mars 2014), ainsi que vice-présidente et rapporteure de la Commission de la coopération et du développement de l'APF (jusqu'au 5 mars 2014).

### 2014-2015:41elégislaturedu Québec
Depuis le début de son cinquième mandat, elle occupe dix fonctions :
Depuis le 25 avril 2014, elle est la porte-parole du deuxième groupe d'opposition en matière de travail, en matière de relations internationales et de francophonie, et porte-parole du deuxième groupe d'opposition responsable de la région de la Mauricie.
Depuis le 27 mai 2014, elle est membre du Bureau de l'Assemblée nationale, et depuis le 2 juin 2014, membre de la Commission de l'économie et du travail.
Depuis le 18 juin 2014, elle est vice-présidente de la Section du Québec de l'Assemblée parlementaire de la Francophonie (APF), et vice-présidente et rapporteure de la Commission de la coopération et du développement de l'Assemblée parlementaire de la Francophonie (APF).
Depuis le 20 juin 2014, elle est membre de la Section du Québec de l'Association parlementaire du Commonwealth, et membre de la Section du Québec de la Confédération parlementaire des Amériques.
Depuis le 7 avril 2015, elle est la porte-parole du deuxième groupe d'opposition en matière d'énergie et de ressources naturelles.
Le 26 août, elle démissionne de la CAQ et annonce qu'elle siégera désormais comme député indépendante. Elle décède en cours de mandat onze mois plus tard, le 31 juillet 2016.

## Distinctions et prix
En 2015, elle est nommée chevalière de l'ordre de la Pléiade.

## Résultats électoraux
|                                                                                               | Nom                   | Parti            | Nombre de voix | %      | Maj.  |
| --------------------------------------------------------------------------------------------- | --------------------- | ---------------- | -------------- | ------ | ----- |
|                                                                                               | Sylvie Roy (sortante) | Coalition avenir | 19 393         | 45,5 % | 6 512 |
|                                                                                               | Luc Dastous           | Libéral          | 12 881         | 30,2 % | -     |
|                                                                                               | Gaëtan St-Arnaud      | Parti québécois  | 7 278          | 17,1 % | -     |
|                                                                                               | Christine Letendre    | Québec solidaire | 2 222          | 5,2 %  | -     |
|                                                                                               | Jean Landry           | Conservateur     | 475            | 1,1 %  | -     |
|                                                                                               | François Fillion      | Vert             | 385            | 0,9 %  | -     |
| Total                                                                                         | Total                 | Total            | 42 634         | 100 %  |       |
| Le taux de participation lors de l'élection était de 73,3 % et 620 bulletins ont été rejetés. |                       |                  |                |        |       |

|                                                                                               | Nom                      | Parti            | Nombre de voix | %      | Maj.  |
| --------------------------------------------------------------------------------------------- | ------------------------ | ---------------- | -------------- | ------ | ----- |
|                                                                                               | Sylvie Roy               | Coalition avenir | 19 016         | 42,4 % | 5 393 |
|                                                                                               | Claude Bachand (sortant) | Libéral          | 13 623         | 30,4 % | -     |
|                                                                                               | Lucie Lebrun             | Parti québécois  | 8 991          | 20,1 % | -     |
|                                                                                               | Christine Letendre       | Québec solidaire | 1 775          | 4 %    | -     |
|                                                                                               | Rémi Marineau            | Option nationale | 519            | 1,2 %  | -     |
|                                                                                               | François Fillion         | Vert             | 501            | 1,1 %  | -     |
|                                                                                               | Jean Landry              | Indépendant      | 316            | 0,7 %  | -     |
|                                                                                               | Éric Lafontaine          | Union citoyenne  | 91             | 0,2 %  | -     |
| Total                                                                                         | Total                    | Total            | 44 832         | 100 %  |       |
| Le taux de participation lors de l'élection était de 78,1 % et 570 bulletins ont été rejetés. |                          |                  |                |        |       |

|                                                                                               | Nom                   | Parti               | Nombre de voix | %      | Maj.  |
| --------------------------------------------------------------------------------------------- | --------------------- | ------------------- | -------------- | ------ | ----- |
|                                                                                               | Sylvie Roy (sortant)  | Action démocratique | 15 472         | 59,2 % | 9 752 |
|                                                                                               | Laurent Boissonneault | Libéral             | 5 720          | 21,9 % | -     |
|                                                                                               | Annie Thériault       | Parti québécois     | 4 305          | 16,5 % | -     |
|                                                                                               | Catherine Drolet      | Québec solidaire    | 630            | 2,4 %  | -     |
| Total                                                                                         | Total                 | Total               | 26 127         | 100 %  |       |
| Le taux de participation lors de l'élection était de 78,1 % et 250 bulletins ont été rejetés. |                       |                     |                |        |       |

|                                                                                               | Nom                     | Parti                 | Nombre de voix | %      | Maj. |
| --------------------------------------------------------------------------------------------- | ----------------------- | --------------------- | -------------- | ------ | ---- |
|                                                                                               | Sylvie Roy              | Action démocratique   | 9 522          | 37,4 % | 749  |
|                                                                                               | Monique Drolet Glazier  | Libéral               | 8 773          | 34,5 % | -    |
|                                                                                               | Jean-Guy Paré (sortant) | Parti québécois       | 6 502          | 25,6 % | -    |
|                                                                                               | Marc Allard             | Vert                  | 306            | 1,2 %  | -    |
|                                                                                               | Étienne Hallé           | UFP                   | 175            | 0,7 %  | -    |
|                                                                                               | Paul Biron              | Démocratie chrétienne | 150            | 0,6 %  | -    |
| Total                                                                                         | Total                   | Total                 | 25 428         | 100 %  |      |
| Le taux de participation lors de l'élection était de 77,6 % et 296 bulletins ont été rejetés. |                         |                       |                |        |      |